# Luis Barahona Jiménez
Luis Barahona Jiménez (Cartago, 1914 - San José, 1987) fue un filósofo y escritor costarricense.
Se graduó de licenciado en Filosofía y Letras en la Universidad de Costa Rica y se doctoró en Filosofía en España. Fue profesor de la Facultad de Filosofía y Letras y de la Escuela de Bellas Artes de la Universidad de Costa Rica, del Conservatorio de Música y de varios colegios de segunda enseñanza. Ingresó a la Academia Costarricense de la Lengua en 1985 (Silla N) con un discurso titulado Meditaciones sobre el idioma. Fue nombrado caballero de la Orden de Isabel la Católica en el Reino de España y recibió el Premio Aquileo J. Echeverría en Historia. Desempeñó cargos diplomáticos en varios países.

## Publicaciones
- Al margen del Mío Cid (1943)
- Primeros contactos con la Filosofía y Antropología Filosófica Griega (1952)
- El gran incógnito (1952)
- Glosas del Quijote (1953)
- El ser hispanoamericano (1959)
- Ideas, ensayos y paisajes (1972)
- El huerto interior (2007)
- Lo real y lo imaginario (2011)